# Ивчук, Василий Яковлевич
Васи́лий Я́ковлевич Ивчу́к (21 ноября 1902 — 2 октября 1938) — директор Дударковской школы в 1932—1938 годах, Киевская область, Герой Украины (2007, посмертно).

## Биография
Родился 21 ноября 1902 года.
Работал директором Дударковской школы Бориспольского района Киевской области с 1932 года.
Был арестован 17 мая 1938 года. Расстрелян 2 октября 1938 года по решению «тройки» при Киевском областном управлении НКВД от 28 сентября 1938 года о вынесении смертного приговора «за участие в польской диверсионной шпионской контрреволюционно повстанческой организации».
Осталась жена Татьяна Матвеевна и дети — дочь Евгения и сын Василий.
Награду Василия Яковлевича 22 ноября 2007 года получил его внук — Юрий Васильевич Ивчук.

## Награды
- Звание Герой Украины (с вручением ордена Державы, 21.11.2007 — за героизм и самоотверженность, проявленные при спасении жизни школьников во время Голодомора 1932—1933 годов, посмертно).

## Память
- 12 марта 2008 года в селе Дударков была открыта мемориальная доска В. Я. Ивчуку.